# Ognisko Wilno
Ognisko Wilno – klub piłkarski z siedzibą w Wilnie. Rozwiązany podczas II wojny światowej.

## Historia
Piłkarska drużyna Ognisko została założona w Wilnie w latach 20. XX wieku. Zespół złożony był z pracowników kolei.
Od 1922, kiedy został utworzony Wileński OZPN, występował w rozgrywkach polskiej okręgowej ligi Wilno - Klasa A, która od sezonu 1926/27 stała nazywać się okręgową. W sezonach 1929 i 1930 zdobywał tytuł mistrzowski okręgu wileńskiego.
Klub dwukrotnie grał w grupach eliminacyjnych dla mistrzów okręgówek, walczących w barażach o awans do I ligi. Ale nigdy nie zakwalifikował się do najwyższej klasy.
We wrześniu 1939 roku, kiedy wybuchła II wojna światowa, klub przestał istnieć.

## Sukcesy
- mistrz wileńskiego OZPN:

1929, 1930

## Inne sekcje

### Piłka siatkowa
- Mistrzostwa Polski w piłce siatkowej mężczyzn (1937): 5. miejsce[2]

### Lekkoatletyka
W barwach klubu występowali m.in. medaliści Mistrzostw Polski Aleksander Żyliński i Józef Żylewicz.

### Bokserska

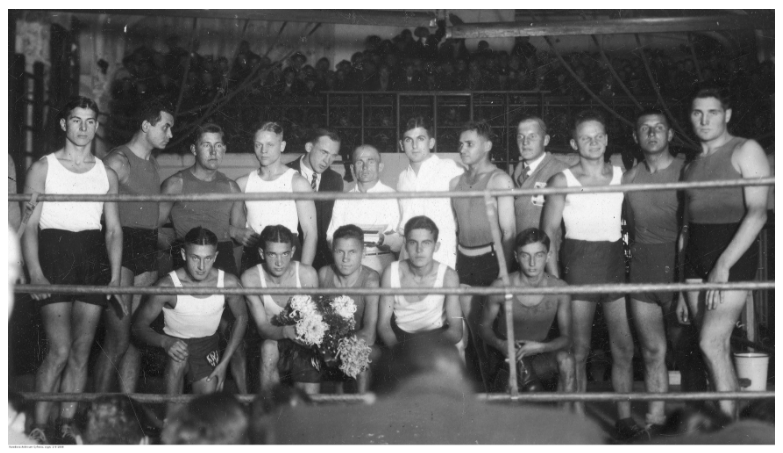
Bokserzy klubów Śmigły Wilno i Ognisko Wilno przed zawodami, 1934 rok

Zawodnikami klubu byli brązowi medaliści Mistrzostw Polski Jan Matiukow i Paweł Krasnopiórow.